# نجم لامدا العواء
نجم لامدا العواء (Lambda Boötis star) هو نوع من النجوم المتميزة كيميائيا لديها وفرة منخفضة بشكل غير عادي من العناصر الثقيلة وخاصة ذروة الحديد المحلية في طبقات أسطحها.طبيعة نجوم لامدا العوا ليست معروفة جيدا وأحد التفسيرات المحتملة هي تشكل هذه النجوم نتيجة لتراكم الغاز الفقير المعدنية من قرص محيط، والاحتمال الثاني هو تراكم المواد من مشتري حار يعاني من خسارة كتلتة. النموذج الأولي لهذه النجوم هو نجم لامدا العواء ( أولاد الذيبة.).